# Gymnosoma canadense
Gymnosoma canadense är en tvåvingeart som först beskrevs av Brooks 1946.  Gymnosoma canadense ingår i släktet Gymnosoma och familjen parasitflugor. Inga underarter finns listade i Catalogue of Life.